# Archilestris geijskesi
Archilestris geijskesi är en tvåvingeart som beskrevs av Nelson Papavero och Georges Bernardi 1974. Archilestris geijskesi ingår i släktet Archilestris och familjen rovflugor.
Artens utbredningsområde är Surinam. Inga underarter finns listade i Catalogue of Life.